# 摩尼穆斯

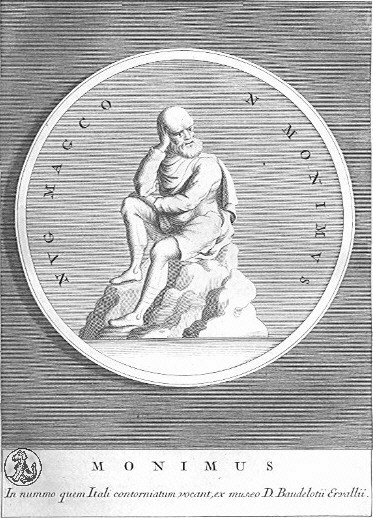
锡拉库萨的摩尼穆斯

摩尼穆斯（Monimus，/ˈmɒnɪməs/，公元前4世纪），锡拉库萨人，是一位犬儒主义哲学家。

## 生平
根据第欧根尼·拉尔修的说法，摩尼穆斯是科林斯货币兑换商的奴隶，他从第欧根尼的主人谢尼阿德斯那里听到了有关锡诺普的第欧根尼的故事。为了成为第欧根尼的学生，摩尼穆斯假装发疯，到处扔钱，直到他的老师抛弃了他。摩尼穆斯也结识了底比斯的克拉特。
他因“一切皆虚空”（τῦφος，tuphos，字面意思是“薄雾”或“烟雾”）的论断而闻名。根据塞克斯圖斯·恩丕里柯的说法，摩尼穆斯就像阿纳克萨库斯，因为他们“将现实事物比作场景画，认为它们类似于睡眠或发疯时所经历的印象”。他说：“缺乏视力好过缺乏教育，因为在前一种苦难下，你会倒在地上，在后者下，你会跌入地底深渊”，他还说“财富是财富的呕吐物”。
他写了两本书：《论冲动》和《哲学的劝诫》 ，他还写了一些夹杂着严肃主题的笑话（可能概与愤世嫉俗风格的Spoudaiogeloion有关）。
馬爾庫斯·奧列里烏斯在《沉思录》第二卷中写道：
玩世不恭的摩尼穆斯说“一切都是意见”，这句话显然是真理；当然，如果一个人能从中获益，这句话的用处也是显而易见的，因为它是正确的。